# Чемпіонат світу з хокею із шайбою 2026
Чемпіонат світу з хокею із шайбою 2026 (нім. Eishockey-Weltmeisterschaft der Herren 2026, фр. Championnat du monde de hockey sur glace 2026, італ. Campionato mondiale di hockey su ghiaccio maschile 2026) — 89-й чемпіонат світу з хокею із шайбою ІІХФ, який пройде у Швейцарії. Офіційно про це було оголошено 27 травня 2022 року в Тампере (Фінляндія).

## Вибір господаря турніру
Єдиними претендентами на проведення турніру були Казахстан і Швейцарія. Спочатку Швейцарія мала прийняти чемпіонат у 2020 році, але турнір скасували через обмеження, пов’язані з COVID-19, а Казахстан не приймав жодного турніру та відкликав свою заявку.
27 травня 2022 року Конгрес ІІХФ надав Швейцарії право на проведення змагань.

## Арени
| Швейцарія         |                 |
| Цюрих             | Фрібур          |
| Swiss Life Арена  | BCF Арена       |
| Місткість: 12 000 | Місткість: 9009 |
|                   |                 |

## Посів і групи
Посів команд у попередньому раунді визначався за результатами Світового рейтингу ІІХФ. Команди були розподілені по групах згідно з посівом (у дужках відповідна позиція у світовому рейтингу за підсумками чемпіонату світу 2025 року). Склад груп оголосили 4 червня 2025 року.
| Група A (Цюрих) - США (2) - Швейцарія (3) - Фінляндія (7) - Німеччина (8) - Латвія (11) - Австрія (12) - Угорщина (18) - Велика Британія (19) | Група B (Фрібур) - Канада (4) - Швеція (5) - Чехія (6) - Данія (9) - Словаччина (10) - Норвегія (13) - Словенія (17) - Італія (20) |